# Funcionalidad en línea de la GameCube

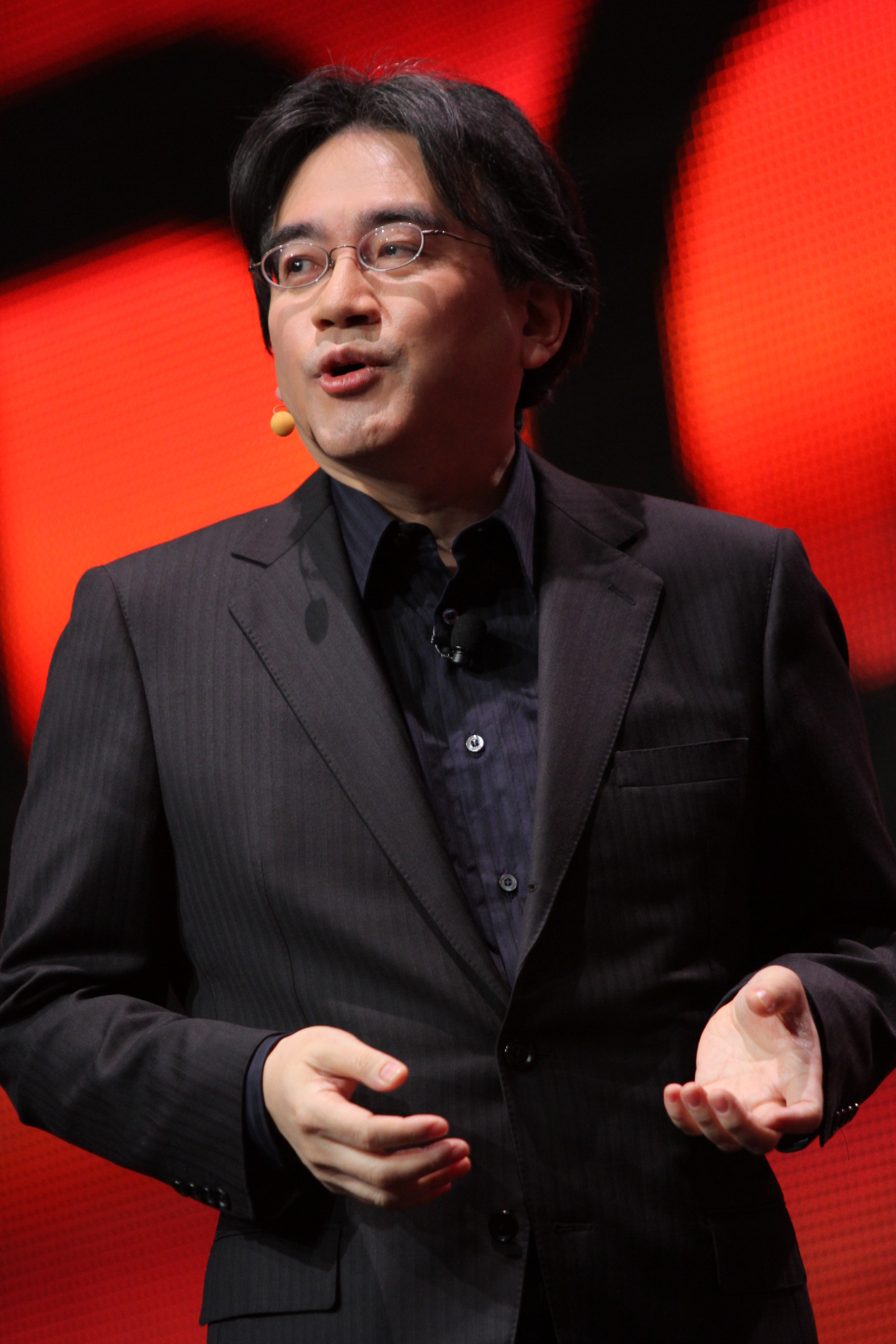
Satoru Iwata consideraba apropiada la estrategia fuera de línea de Nintendo y no veía ganancias sostenidas en dicho sector del mercado de videojuegos.

La GameCube es una consola de videojuego de la compañía Nintendo la cual forma parte de las videoconsolas de sexta generación. Aunque las consolas rivales de la Playstation 2 y la Xbox poseyeron una substancial cantidad de juegos en línea, la GameCube solo tuvo ocho juegos con dicha capacidad o red de área local (LAN). Nintendo nunca comisionó servidores o servicios de internet para interactuar con la consola, pero sí permitió hacerlo así a otras publicadoras dejándolas responsables del manejo de la experiencia en línea de sus propios videojuegos. Durante la vida de la GameCube, Nintendo permaneció pensativo con su estrategia en línea y desafió al creciente interés de los jugadores por el exitoso servicio en línea de Xbox Live de la compañía Microsoft. Líderes de Nintendo incluyendo a Shigeru Miyamoto y a Satoru Iwata basaron sus decisiones en preocupaciones sobre el control de calidad de sus videojuegos y en dudas de que el público quisiese pagar mensualidades de suscripción por el servicio en línea.
Para jugar videojuegos en línea en la GameCube se requiere el adaptador oficial de banda ancha o el de módem ya qué sin ellos la consola no posee capacidades en línea. Los únicos juegos lanzados en occidente que pueden jugarse en línea son 3 juegos de roles de la serie Phantasy Star de la publicadora Sega. Japón por su parte obtuvo un exclusivo juego de rol titulado Homeland y un juego de béisbol que, aunque no puede jugarse en línea, sí poseía acceso a contenido descargable. Nintendo público 3 juegos de carrera limitados a Red de área local: 1080° Avalanche, Kirby Air Ride y Mario Kart: Double Dash!!. Aficionados de la consola desarrollarían luego software con la capacidad de tunelizar el tráfico de red local de la GameCube hacia la internet, como también utilizarían servidores privados para continuar llevando a cabo partidas de Phantasy Star en línea. 

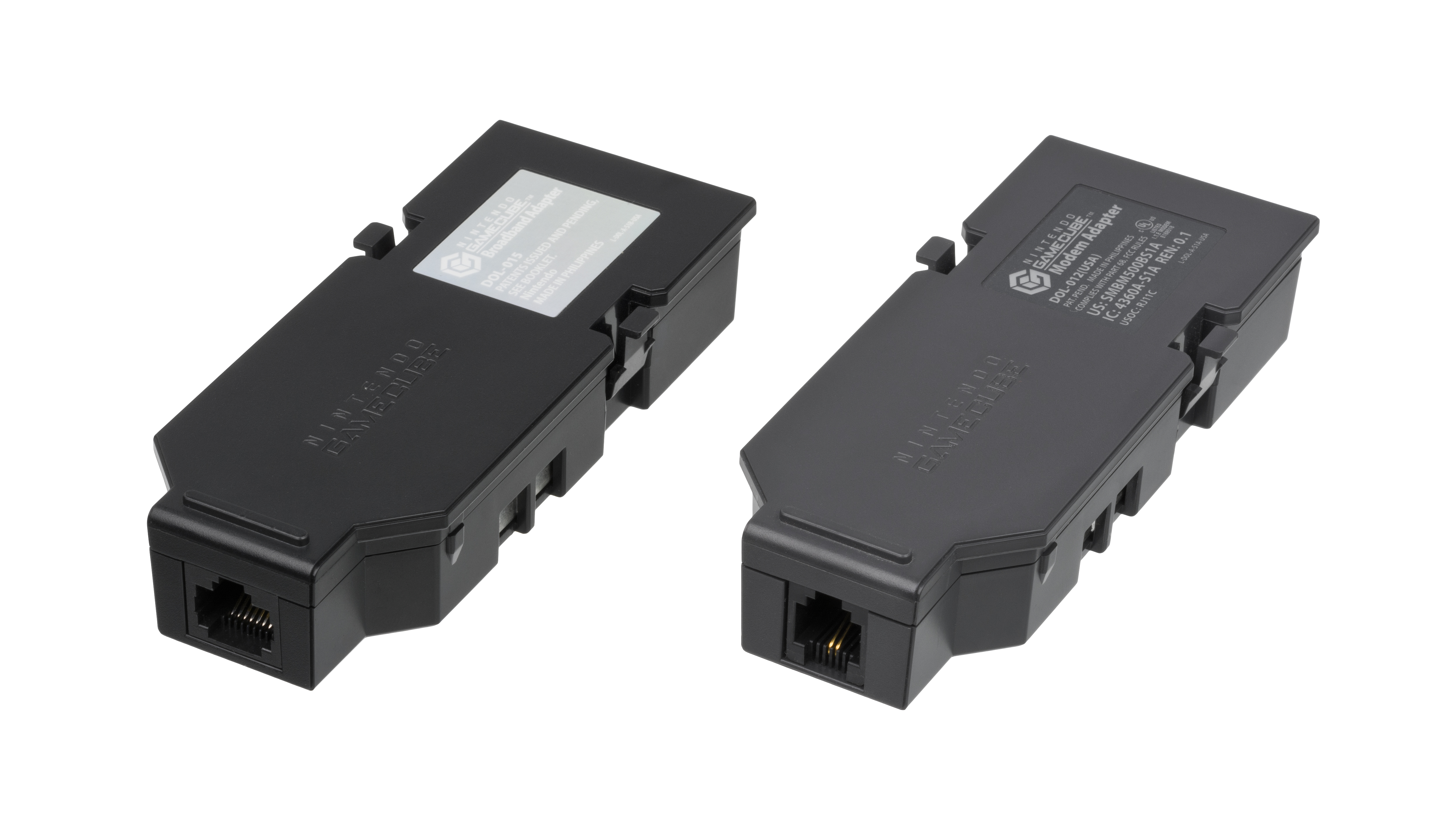
Los adaptadores oficiales de banda ancha y conexión por línea conmutada.

## Historia
En 1997 cuando un grupo de veinte (20) ingenieros renunciaron de la antigua compañía de hardware Silicon Graphics, Inc., o también conocida como SGI para fundar la compañía ArtX  centrada en ofrecer chip gráfico para PC, esta sería la principal responsable del desarrollo del chip gráfico del Nintendo 64.  Antes de la GameCube, Nintendo había experimentado con la conectividad en red con tres accesorios lanzados exclusivamente en Japón para la Famicom, la Super Famicom y la Nintendo 64. Para la Famicom, desarrollaron el periférico Family Computer Network System en 1988. El dispositivo actuaba como un módem y permitía a los jugadores ver las previsiones meteorológicas, la bolsa y apostar en las carreras de caballos, entre otras actividades. Tras sus experiencias con el dispositivo, Nintendo desarrolló el Satellaview para la Super Famicom, un periférico de módem por satélite. El módem se comunicaba con una serie de Broadcasting Satellites que retransmitían información desde servidores alojados en la empresa de radio por satélite St.GIGA. Mediante este servicio, los jugadores tenían acceso a juegos exclusivos, revistas y otras descargas. Nintendo puso fin a su asociación con St.GIGA en 1999 y se asoció con Recruit para crear un nuevo servicio en línea llamado Randnet para la 64DD, una unidad de disco magnético adicional para la Nintendo 64. Randnet ofrecía a los jugadores acceso a comunidades de tablones de anuncios y un navegador para navegar por Internet.
En 1999, una fuente no identificada de Nintendo of América declaró sobre el prototipo N2000 que se convertiría en la GameCube: «La capacidad de conexión en red es lo primero en la lista de la nueva consola». El 28 de agosto de 1999, el director general de Nintendo EAD, Shigeru Miyamoto, declaró que Dolphin necesitaba algún tipo de comunicación en red porque se estaba convirtiendo en un componente importante del entretenimiento. Sin embargo, dijo que Nintendo no tenía ningún motivo real para involucrarse de forma significativa en el negocio de Internet. Afirmó que Nintendo tiene una responsabilidad con las familias para que los padres se sientan siempre seguros con los niños que juegan a los productos de Nintendo, y continuó diciendo que no creía que las capacidades de red fueran un componente central de su próxima consola.
El 9 de febrero de 2000, Miyamoto dijo que estaba interesado en el juego en línea, pero que Nintendo solo se involucraría en él si desarrollaba un enfoque único de la idea, no porque otros lo estuvieran haciendo. En el E3 de 2001, a pesar de mostrar sus accesorios de red y el juego Phantasy Star Online, el director y gerente general de Nintendo, Satoru Iwata, declaró que Nintendo estaba lo suficientemente segura de su estrategia fuera de línea como para no explorar seriamente las posibilidades del juego en línea. Afirmó que Nintendo construiría una red para dar soporte a una audiencia mundial si lograba hacerla rentable, pero expresó sus dudas de que los juegos en línea fueran un modelo de negocio sostenible para la compañía, citando los costes de suscripción como prohibitivos a la hora de retener una base de clientes estable. El 8 de junio de 2000, el presidente de Nintendo, Hiroshi Yamauchi dijo: «Estamos planeando introducir un negocio en Internet el próximo marzo o abril. El primer paso será la venta online de un nuevo tipo de cartas Pokémon».
Nintendo se mantuvo cautelosa y tensa con su estrategia online durante el resto de la vida de la consola, mientras sus competidores Microsoft y Sony avanzaban en su negocio de juegos online. Meses después del lanzamiento de la consola, Nintendo declaró que estaba investigando proyectos online internamente, pero que no planeaba ninguna demostración pública. Miyamoto afianzó su postura en contra de los juegos online por esas mismas fechas, alegando que Nintendo no podría dictar la visión de sus juegos ni garantizar su calidad. Además, creía que los jugadores no querrían pagar cuotas mensuales.

## Soporte físico
En octubre de 2002 Nintendo lanzó dos adaptadores de red para la GameCube producidos por Conexant, el conector de Banda Ancha (una tarjeta de red) y el adaptador de módem (un módem de conexión por línea conmutada de unos 56k). Los adaptadores encajan en el puerto ubicado en la parte inferior de la GameCube. El adaptador de Banda Ancha está construido para mayor velocidad en línea y añade un puerto ethernet al costado de la consola mientras que el adaptador módem añade una clavija telefónica y funciona por medio de conexión por línea conmutada. Ambos adaptadores pueden utilizarse para los juegos de la serie Phantasy Star Online y Powerful Pro, pero el adaptador de Banda Ancha es requerido para juegos que solo permiten Red de área local y para el juego Homeland. Para ayudar a los jugadores a comunicarse en Phantasy Star Online, la compañía ASCII lanzó al mercado un control alargado que incluye un teclado de ordenador.  